# Laurentiuskirche (St. Lorenzen im Lesachtal)

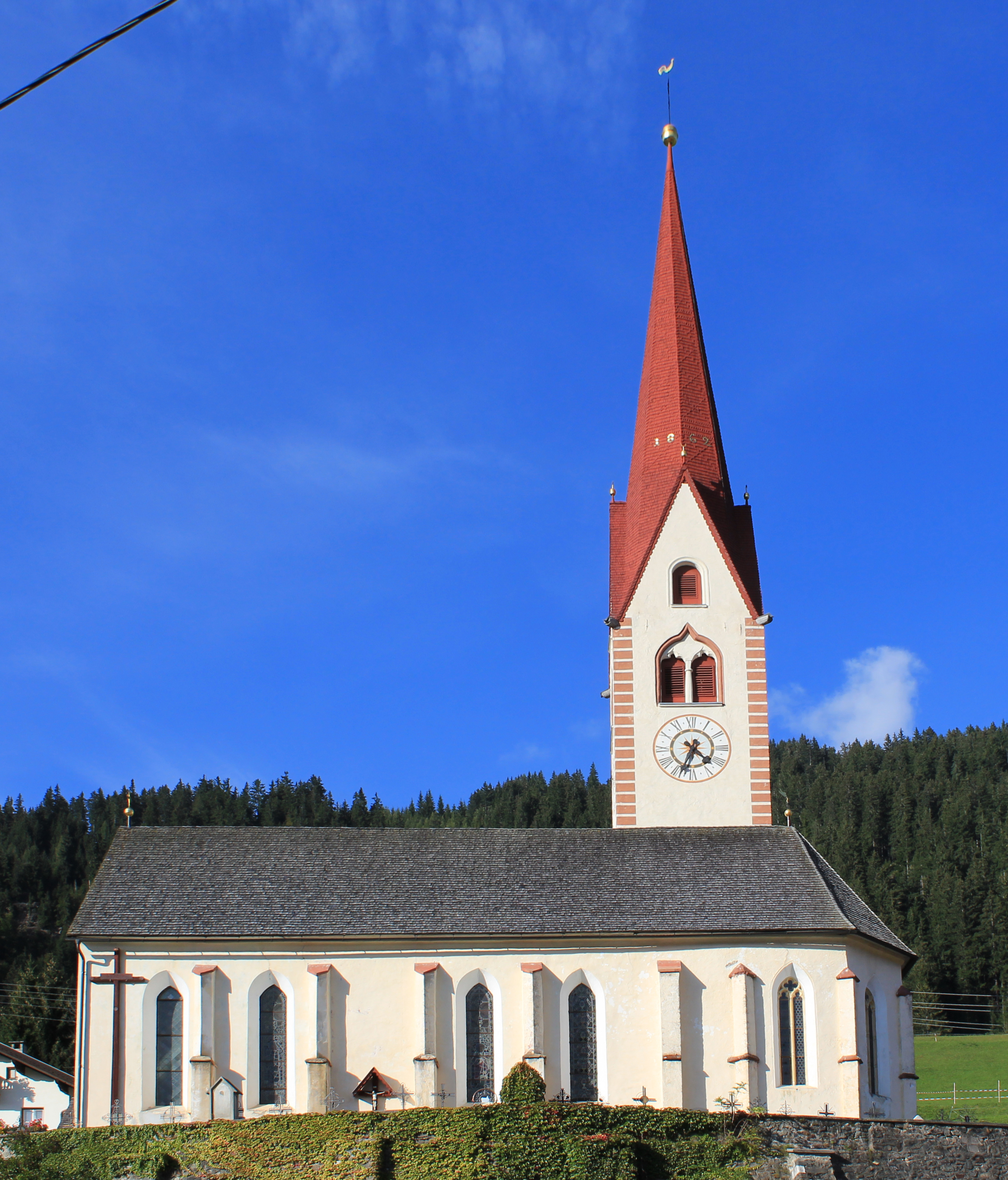
Laurentiuskirche

Die römisch-katholisch Pfarrkirche St. Lorenzen im Lesachtal steht in 1128 Meter Seehöhe im gleichnamigen Ort in der Gemeinde Lesachtal. Die Kirche wurde 1374 erstmals urkundlich erwähnt. 1485 fand eine Chorweihe statt. 1594 wurde St. Lorenzen als Vikariat genannt.

## Baubeschreibung
Das Gotteshaus ist eine mittelgroße, spätgotische Anlage mit einem romanischen Kern.
Der mit einem Spitzgiebelhelm bekrönte Turm an der Chornordseite besitzt Schlüssellochscharten, im obersten Abschnitt zweiteilige Eselsrückenfenster in einem übergreifenden Rahmenfeld mit Eselrückenbogen und im Giebelfeld rundbogige Schallfenster. An der Nordwand des Langhauses ist ein zweigeschoßiger, spätbarocker Kapellenanbau angefügt.
Das Langhaus und der Chor haben dieselbe Breite und Höhe. Sie werden an der Südseite von einfach abgetreppten, dreikantigen Strebepfeilern über rechteckigem Sockel gestützt und stehen unter einem gemeinsamen Dach. Das Langhaus hat hohe, einteilige Lanzettfenster. Die Chorfenster sind im unteren Teil vermauert und weisen im oberen Teil die ursprüngliche Unterteilung mit Maßwerk auf. In der oberen Hälfte der Westwand befindet sich ein großes Rundfenster mit einer Maßwerkrosette und darüber ein kleines Spitzbogenfenster. Zu beiden Seiten des spitzbogigen, profilierten Westportals sind spätgotische Weihwasserbecken angebracht.
Im Inneren verbindet ein etwas eingezogener, spitzbogiger, profilierter Triumphbogen das fünfjochige Langhaus und den Chor mit Fünfachtelschluss.
Das Sternrippengewölbe mit runden und rautenförmigen Schlusssteinen ruht im Langhaus auf gekehlten, gotischen Wandpfeilern mit Runddiensten und im Chor auf einfachen Wandpfeilern. Von der Chornordseite führt ein profiliertes Spitzbogenportal in die Sakristei im Turmerdgeschoß. Die Westempore mit vorschwingenden Brüstungen ist zweigeschoßig ausgeführt. Die Fenster wurden 1896 neugotisch verglast.

## Wandmalereien

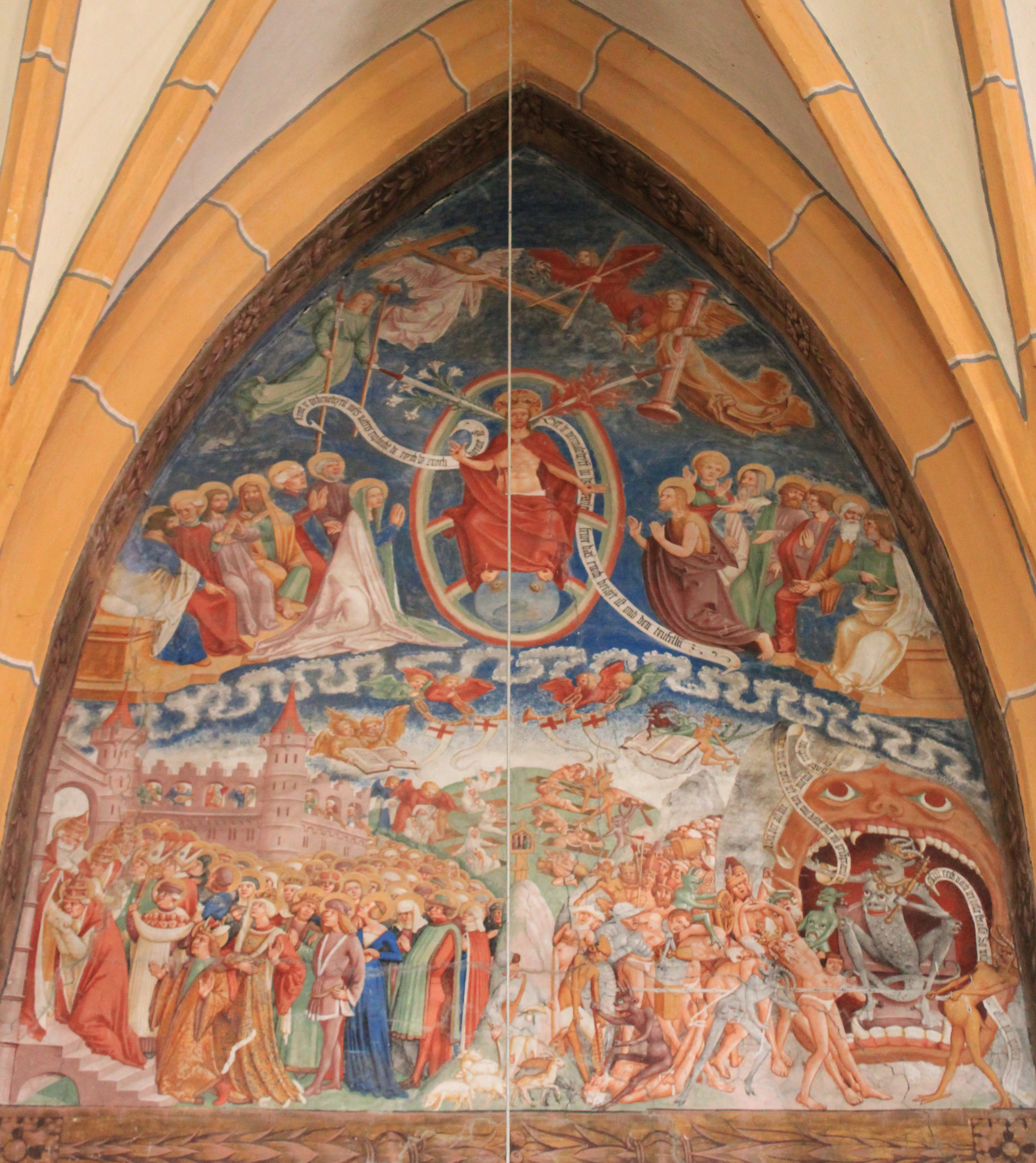
Jüngstes Gericht

In den Feldern des Langhausgewölbes sind in vertieften Vierpässen die vier Kirchenväter, im Chor die Evangelistensymbole, das Schweißtuch der Veronika und die Heiligen Laurentius, Katharina, Sebastian und Florian zu sehen. Die Gewölbemalereien stammen vom Ende des 15. Jahrhunderts.
Das spätgotische Freskenfragment an der Chornordwand zeigt die Abendmahlszene unter einer Baldachinarchitektur.
Das bemerkenswerte Fresko an der Langhausnordwand, das Jüngste Gericht mit Christus in der Mandorla, entstand Anfang des 16. Jahrhunderts und weist ikonographische Parallelen zum Millstätter Weltgericht des Urban Görtschacher auf.

## Einrichtung
Der spätbarocke Hochaltar mit Säulenarchitektur und vorgezogenen Seitenteilen war bis 1973 in der alten Pfarrkirche in Mallnitz aufgestellt. Der Altar trägt in der Hauptzone die um 1500 entstandenen Figuren der Heiligen Laurentius, Florian und Sebastian und oben die Statuen des Apostel Johannes und der heiligen Katharina. Das Aufsatzbild zeigt die Marienkrönung.
Über dem Triumphbogen hängt ein spätbarockes Kruzifix.
Die Kreuzwegbilder schuf 1859 Adam Brandstätter.
Zur weiteren Ausstattung der Kirche zählen eine Halbfigur des heiligen Nikolaus, die spätbarocken Skulpturen der Beweinung Christi, einer Schutzengelgruppe sowie der heiligen Michael und Valentin.
In der nördlichen Seitenkapelle ist eine 1908 entstandene Lourdesgrotte untergebracht.